# Wickes (Arkansas)
Wickes – miasto w Stanach Zjednoczonych, w stanie Arkansas, w hrabstwie Polk.